# تان هوک انگ
تان هوک انگ (انگلیسی: Tan Hock Eng؛ زادهٔ ۱۹۵۱) مدیر اجرایی آمریکایی چینی‌تبار زاده مالزی است، که هم‌اکنون بعنوان مدیرعامل شرکت برودکام فعالیت می‌کند.